# Knut Frænkel

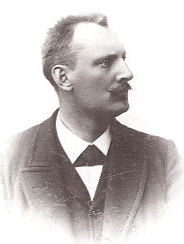
Knut Frænkel

Knut Hjalmar Ferdinand Frænkel (* 14. Februar 1870 in Karlstad; † Oktober 1897 auf Kvitøya, Svalbard) war ein schwedischer Ingenieur und Entdeckungsreisender, der an der gescheiterten Ballonfahrt von Salomon August Andrée teilnahm.

## Leben
Knut Frænkel war der Sohn von Anders Fredrik Thim Frænkel, Leutnant im Königlichen Straßen- und Wasserbaucorps, und dessen Frau Laura Fredrika, geborene Löfgren. Der Beruf des Vaters brachte es mit sich, dass die Familie oft den Wohnort wechselte. Seine frühe Kindheit verbrachte Knut Frænkel in Jämtland. 1882 zog die Familie nach Östersund, wo er die Staatsschule besuchte. 1886 wechselte er an die höhere Schule in Hudiksvall. Er war ein guter Turner und begeisterter Bergsteiger. Eine angestrebte militärische Laufbahn musste er wegen einer Erkrankung zurückstellen. Stattdessen trat er in die Fußstapfen seines Vaters und studierte an der Königlich Technischen Hochschule in Stockholm. Schon 1893 nahm er als Volontär am Eisenbahnbau im norrländischen Hochland teil. 1896 legte er die Abschlussprüfung als Ingenieur ab.

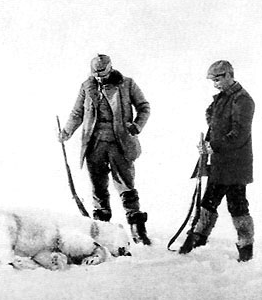
Frænkel und Strindberg mit einem erlegten Eisbären

Im selben Jahr wollte der schwedische Ingenieur Salomon August Andrée mit Nils Strindberg und Nils Gustaf Ekholm in der Gondel eines über Schleppleinen gesteuerten Gasballon zum geographischen Nordpol reisen. Da das Wetter ungünstig blieb, wurde der Start auf 1897 verschoben. Nach dem Ausscheiden von Ekholm wurde der Platz des Meteorologen frei, auf den Frænkel sich bewarb. Aus einer Vielzahl von Bewerbern wählte Andrée ihn aus. Im Frühjahr 1897 reiste Frænkel nach Paris, um sich mit der Steuerung von Ballons vertraut zu machen. Im März und April absolvierte er dort sieben Luftfahrten. Am 30. Mai kam er auf der zu Svalbard gehörenden Insel Danskøya an, wo die Expedition am 11. Juli startete. Der Ballon hielt sich nur 65,5 Stunden in der Luft. Er hatte 830 km zurückgelegt und befand sich 470 km vom Startpunkt entfernt. Alle Versuche, die angelegten Depots am Kap Flora auf der Northbrook-Insel Franz-Josef-Lands oder auf den Sjuøyane im Norden Svalbards zu erreichen, scheiterten an der Drift des Packeises. Wie seine Begleiter starb Frænkel im Oktober auf der abgelegenen Insel Kvitøya. Ihre Körper wurden erst 33 Jahre später gefunden, nach Schweden zurückgebracht und kremiert. Die Asche wurde in einem gemeinsamen Grab auf dem Norra begravningsplatsen in Stockholm bestattet.

## Ehrungen
Auf Svalbard sind der Berg Frænkeltoppen, der Gletscher Frænkelbreen und der Bergrücken Frænkelryggen nach Knut Frænkel benannt, im Nordost-Grönland-Nationalpark die Halbinsel Frænkel-Land am Kejser Franz Joseph Fjord.